# Panchlora zendala
Panchlora zendala är en kackerlacksart som beskrevs av Henri Saussure 1862. Panchlora zendala ingår i släktet Panchlora och familjen jättekackerlackor.
Artens utbredningsområde är Guatemala. Inga underarter finns listade i Catalogue of Life.